# Hesperidky
Hesperidky, starořecky Έσπερίδες Hesperides, též Hesperovny, jsou v řecké mytologii nymfy západu slunce a večera, které opatrují ve své zahradě zlatá jablka. Jejich počet a jména se v závislosti na pramenu liší, stejně tak nejasná je otázka o čí dcery se jedná. Někdy je jako jejich otec uváděn Atlás, po kterém se jim též říkalo Atlantovny, ale podle jiných podání byly dcerami Nykty, případně i Dia a Themidy nebo Forkýda a Kétó.

## Jména a genealogie
Hesperidky jsou uváděny v počtu tří, čtyř i sedmi a jejich jména se podle podání liší:
- Aiglé, Erytheia, Hesperia a Arethúsa (Serviův komentář k Aeneidě odkazující k Hésiodovi[3] Pseudo-Apollodórova Bibliothéka 2.5.11[4])
- Aiglé, Erytheia a Hesperé (Apollónios z Rhodu, Argonautika, 4.1422[5])
- Aiglé, Hesperie, Aerika (úvod k Hyginovým Fabulae[2])
- Erytheia a Hesperothúsa (scholion ke Klémentovi Alexandrijském odkazující na Diodóra Sicilského[6])
- na jedné starověké váze jsou uváděny čtyři jména: Asteropé, Chrysothemis, Hygieia a Lipara[7]
- na jiné váze zase sedm: Aiopis, Antheia, Donakis, Kalypsó, Mermesa, Nelisa, and Tara[7][pozn. 1]

Podání o jejich rodičích jsou následující:
- bohyně noci Nyx, přičemž otec není zmíněn (Hésiodos, Theogonia 215[8], Serviův komentář k Aeneidě odkazující k Hésiodovi[3])
- Nyx a Erebos „temnota“ (úvod k Hyginovým Fabulae, Cicerovo De Natura Deorum 3.17)[2])
- titán Atlás (fragment z Feredýka, Hyginova Astronomica 2.3[2])
- Atlás a Hesperis „večer“ (Diodóros Sicilský, Bibliothéké historiké 4.26.2)[2]
- Zeus a Themis (scholon k Euripídově Hippolytovi)[9]
- Forkýs a Kétó (scholion k Apollóniovi Rhodskému 4.1399)[2]

## Mytologie

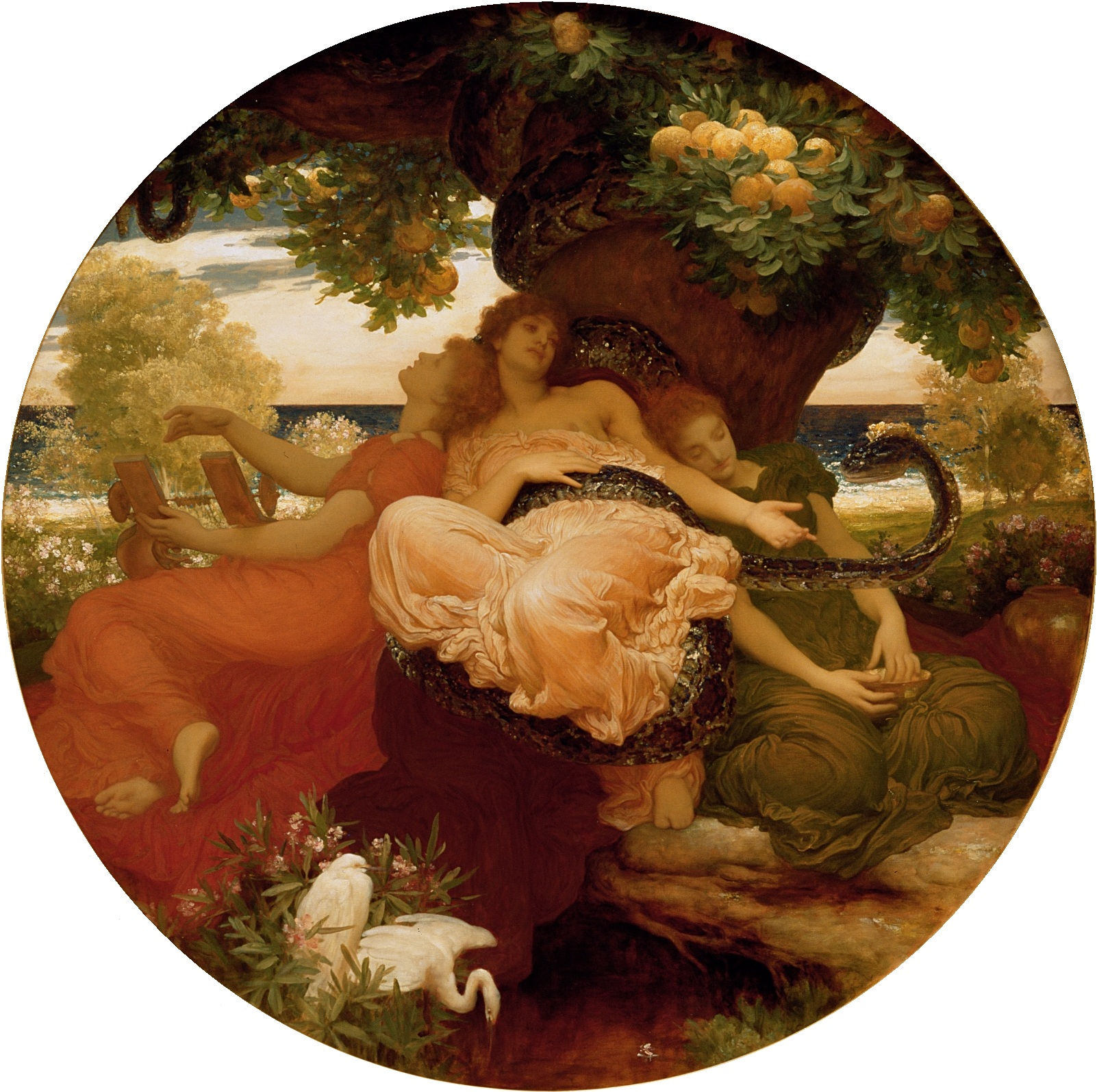
Frederic Leighton, Zahrada Hesperidek, cca 1892

V Hésiodově Theogonii jsou Hesperidky dcerami Nykty, ale nejsou uváděny jejich jména ani jejich počet. Sídlí na dalekém západě za Ókeanem, střeží zlatá jablka a stromy která je plodí a krásně zpívají. Bohatší podání o zlatých jablkách se objevuje až v pozdější literatuře. Na jejich získání Héraklem se poprvé objevuje narážka ve fragmentech z Aischylova Odpoutaného Prométhea. Podle Pseudo-Apollodóra nebyla tato jablka v Libyi, jak někteří tvrdí, ale u Atlánta mezi Hyperborejci na dalekém severu a střežily je právě Hesperidky. Byla darem Gaie Diovi po jeho svatbě s Hérou a kromě nymf je střežil nesmrtelný drak se sto hlavami, syn Týfóna a Echidny. Na Prométheovu radu se Héraklés Atlántovi nabídl, že za něj na chvíli nést nebeskou klenbu a Titán pak od Hesperidek jablka získal. Pseudo-Apollodóros však také uvádí podání, podle kterého Héraklés sám zabil draka střežící jablka. Podle eposu Argonautika se s Hesperidkami setkali Argonauti, když dorazili do Libye právě poté, co Héraklés zabil draka Ládóna v posvátné Atlántově zahradě. Nymfy v té chvíli truchlily s bílýma rukama položenýma na zlatých hlavách a před námořníky se obrátily v prach. Orfeus se následně modlil a ze země vyrazily tři stromy: Hesperé jako topol, Erytheia jako jilm a Aiglé jako vrba. Aiglé jim poté pověděla o prameni, z kterého pil i Héraklés, a zachránila tak Argonauty před smrtí žízní. Kollonthos ve své básni Uchvácení Heleny uvádí, že ze stromu Hesperidek pocházelo i „jablko sváru“, které vedlo k událostem trojské války. Spojení Hesperidek s ambrósií napovídá tomu, že jejich jablka jsou ovocem nesmrtelnosti. Tím se podobají bohyni Idunn, která střeží zlatá jablka zajišťující věčné mládí severským bohům.
Motiv spojení mezi zlatými jablky a svatbou Dia a Héry se objevuje také v Euripídově Hippolytovi, v eposu Posthomérika Quinta ze Smyrny nebo Nonnonových Dionýsiakách jsou Hesperidky spojovány se svatbou obecně. Objevují se také na vázách zobrazujících svatbu Pélea a Themidy, kde bohům podávaly ambrósii. Hesperidkami nejspíše jsou také blíže neurčené nymfy, které podle Pseudo-Apollódorovy Bibliothéky a Pausania darovaly Perseovi okřídlené sandály, kouzelný vak kibisis a Hádovu přilbu, když se vydával porazit Medúsu.
Hesperidky jsou jedněmi z obyvatel dalekého západu, zahrnujícího tok Ókeanu i jeho břeh protilehlý světu smrtelníků. Tvoří tak protipól Éóji, bohyně úsvitu, na dalekém východě. Západ je úzce svázán s podsvětím, které se nachází za ním a kde žije Nyx, považovaná někdy za jejich matku. Na dalekém západě žije také další božstvo označované za jejich otce – Atlás. Kromě něj tyto oblasti obývají další bytosti, často spojené Hesperidkami příbuzenskými vztahy: Gorgony, dcery Forkýna a Kétó, a obr Géryonés, vnuk Gorgony Medúsy, žijící na ostrově Erytheia, jehož jméno nese i jedna z Hesperidek. Plinius starší se pokusil zahradu Hesperidek ztotožnit se skutečnými místy: s ústním řeky Lixos, čímž je snad myšlena marocká řeka Dra, a s posvátným hájem nedaleko libyjského města Benghází, které bylo ve starověku zváno také Hesperides.

## Erytheia
Erytheia, starořecky Ἐρυθεία, „červená“, je kromě výčtů jmen Hesperidek zmiňována v díle Mirabilium auscultationes, podle kterého Héraklés odvedl Erytheiu společně s Géryónovým dobytkem a vzal si ji ženu. Nejasný vztah k této nymfe Erytheii má několik dalších stejnojmenných postav. Jednu zmiňuje Hellanikos z Lesbu, podle kterého s Areem zplodila Eurytióna, pastýře Géryonových stád. Podle Pausania zase byla Erytheia dcerou Géryóna a s Hermem zplodila Nóraka, zakladatele sardinského města Nóra. Jako Erytheia je také označován západní ostrov, kde žil obr Géryonés, se svými stády.
Athénaios ve svém díle Hostina sofistů navíc cituje Antimacha z Kolofónu, podle kterého vznešená Erytheia vede Hélia na jeho cestě ve zlaté číši. Toto podání bývá zpravidla považováno za Antimachovu invenci. Klasická badatelka Laura Masseti se však na základě komparace domnívá že jde o odkaz na indoevropský motiv cesty slunečního božstva doprovázeného „Červenou“, přičemž poukazuje na fakt, že u Hesperidek začíná Héliova noční cesta. Dále odkazuje na lotyšskou dainu, v které je sluneční bohyně Saule na své cestě doprovázena rybou zvanou rauda, „červená“, přičemž loď bohyně lze přirovnat k Héliově číši. Masseti zároveň spojuje rudou Erytheiu se samotnou Saule, která je rudě oděná a obecně je spojována s červenou barvou.